# Reed Clark Rollins
Reed Clark Rollins (Lyman, Wyoming, 1911 – 28 de abril de 1998) foi um botânico norte-americano.